# De nos frères blessés (film)
 (février 2022).
Ne doit pas être confondu avec De nos frères blessés.
Pour plus de détails, voir Fiche technique et Distribution.
De nos frères blessés est un film français réalisé par Hélier Cisterne librement adapté du roman éponyme de Joseph Andras, sorti en 2020.

## Synopsis
Durant la guerre d’Algérie, un militant communiste, Fernand Iveton (Vincent Lacoste) est jugé par le tribunal militaire d’Alger pour avoir déposé en novembre 1956 une bombe dans une usine à Alger, laquelle a été désamorcée par l’armée avant qu’elle n’explose. Condamné à mort, le garde des Sceaux, François Mitterrand émet un avis défavorable à sa grâce qui est en définitive refusée par le président René Coty.  Iveton est guillotiné en février 1957.
Le film comprend de nombreux retours en arrière qui mettent en scène la vie de Fernand Iveton avec son épouse Hélène (Vicky Krieps).

## Fiche technique
- Titre original : De nos frères blessés
- Réalisation : Hélier Cisterne
- Scénario : Katell Quillévéré, Hélier Cisterne, avec la collaboration de Antoine Barraud
- Musique : Emile Sornin
- Photographie : Hichame Alaouié
- Montage : Thomas Marchand, Marion Monnier, Lila Desiles
- Décors : Héléna Cisterne, Dan Bevan
- Costumes : Rachèle Raoult
- Son : Pierre Mertens, Patrice Grisolet, Vincent Vatoux, Benjamin Viau
- Production : Justin Taurand
- Sociétés de production : Les Films du Bélier, Frakas Productions, Laith Média, France 3 Cinéma
- Société de distribution : Diaphana Distribution
- Budget : 6,7 millions €
- Pays de production :  France,  Belgique,  Algérie
- Langue originale : français, arabe
- Format : couleur — 1,85:1
- Genre : drame, historique
- Durée : 95 minutes
- Dates de sortie :
  - France : 6 octobre 2020 (Festival international du film de Saint-Jean-de-Luz) ; 23 mars 2022 (sortie nationale)
  - Belgique : 6 avril 2022

## Distribution
- Vincent Lacoste : Fernand Iveton
- Vicky Krieps : Hélène Iveton
- Meriem Medjkane : Baya
- Myriam Ajar : Jacqueline Gerroudj
- Maximillien Poullein : Félix Colozzi
- Jules Langlade : Jean-Claude
- Marc Brunet : Pascal Iveton
- Thomas Ducasse : Maitre Albert Smadja
- Jeanne Carré : Joséphine Iveton
- Raphaël Thiéry : Maitre Charles Lainné
- Yoann Zimmer : Henri Maillot
- Eric Borgen : Léon Oriol
- Abdelah Besseghir : Chicki
- Jacques Mazeran : le président du tribunal
- Madi Belem : Abdel Aziz
- Yanis Guyan Habibes : Alilou
- Malik Benchiha : Backri
- Bertrand Bossard : Magistrat Prévost
- Mouss Zouheyri : Amar Maatane, gardien EGA

## Distinctions

### Récompenses
- Festival international du film de Saint-Jean-de-Luz 2020 : Prix du Jury jeunes
- Festival du film de Cabourg 2021 : Prix du Jury Jeunesse[1]

### Sélections
- Festival international du film de Saint-Jean-de-Luz 2020
- Festival du film de Cabourg 2021
- Festival international du film de Rome 2021 : Compétition officielle[2]